# 지하란속
지하란속(地下蘭屬, 학명: Rhizanthella 리잔텔라[*])은 당나귀난초족의 단형 아족인 지하란아족(地下蘭亞族, 학명: Rhizanthellinae 리잔텔리나이[*])에 속하는 유일한 속이다.

## 하위 분류
- 지하란(R. gardneri R.S.Rogers)
- R. johnstonii K.W.Dixon & Christenh.
- R. omissa D.L.Jones & M.A.Clem.
- R. slateri (Rupp) M.A.Clem. & P.J.Cribb